# Амхерст, Джеффри
Джеффри Амхерст, 1-й барон Амхерст (англ. Jeffery Amherst, 1st Baron Amherst, иногда — Geoffrey или Jeffrey) (29 января 1717 — 3 августа 1797) — британский военный деятель, главнокомандующий британскими войсками в Северной Америке во время Семилетней войны. Старший брат адмирала Джона Амхерста и генерал-лейтенанта Уильяма Амхерста.

## Биография
Родился 29 января 1717 года в городе Севенокс в графстве Кент в семье преуспевающего барристера Джеффри Амхерста и Элизабет Кэрил. В 12 лет стал пажом герцога Дорсета.
В 1735 году поступил на службу в Гренадерскую гвардию в чине энсина. Участвовал в Войне за австрийское наследство. Сражался в битвах при Деттингене, Фонтенуа и Року. 25 декабря 1745 года получил чин гвардейского капитана (соответствовало званию подполковника в армии). В 1747 году стал адъютантом герцога Камберлендского, под начало которого принял участие в сражении при Лауфельде.

### Семилетняя война
В феврале 1756 года, с началом Семилетней войны, Амхерст командовал гессенскими войсками составе Обсервационной армии герцога Камберлендского, защищавшей Ганновер. В апреле, для защиты от возможного французского вторжения, руководил переброской немецких наёмников в Британию. В следующем году, когда опасность миновала, войска были переброшены обратно в Ганновер. 12 июня 1756 года назначен полковником (почётным командиром) 15-го пехотного полка (оставался в этой должности до 1768 года).
В 1757 году Амхерст командовал гессенцами в неудачном для англичан и их союзников сражении при Хастенбеке. После поражения английский главнокомандующий герцог Камберлендский был вынужден заключить с французами унизительное перемирие: Обсервационная армия распускалась, Ганновер был оккупирован французами, английские войска эвакуировались из Германии.
В 1758 году Амхерст был отправлен в Северную Америку. Летом того же года командовал английскими войсками при осаде и взятии французской крепости Луисбург на острове Кейп-Бретон. В сентябре был назначен главнокомандующим британскими войсками в Северной Америке и полковником 60-го пехотного полка (оставался в этой должности до 1797 года). В июле 1759 года взял форт Карильон. 12 сентября того же года назначен губернатором Виргинии, числился в этой должности до 1768 года, но фактически к обязанностям не приступал. 8 сентября 1760 года захватил Монреаль — последний французский оплот в Северной Америке. Назначен генерал-губернатором Британской Северной Америки. 29 ноября получил чин генерал-майора. 12 сентября 1761 года награждён орденом Бани.

### Индейская война
После поражения французов, Амхерст в 1761 году запретил продавать огнестрельное оружие и боеприпасы индейцам, считая их, после восстания племени чероки, ненадёжным союзником британской короны. Эти меры осложнили индейцам добычу пушнины — главного экспортного товара. Кроме того, в том же году Амхерст распорядился прекратить выдачу индейцам ежегодных подарков (ножи, одежда, табак, виски): индейцы воспринимали это как прекращение дружественных отношений. В начале 1763 года началось восстание индейских племён, главным образом бывших французских союзников, под руководством вождя оттава Понтиака. Индейцы осадили несколько британских фортов и разрушили множество селений и ферм. Узнав о том, что в осаждённом форте Питт есть случаи заражения оспы, он предложил использовать одеяла из карантинных бараков для распространения эпидемии среди индейцев. В переписке с полковником Генри Буке, Амхерст предложил подарить, в ходе переговоров, индейцам одеяла, которыми ранее укрывали больных. Результатом проведённой акции была вспышка эпидемии среди индейцев. Но, несмотря на потери, индейцы продолжали оказывать сопротивление. В октябре 1763 года Амхерст был снят со всех должностей и отозван в метрополию.

### После возвращения из Америки
26 марта 1765 года получил чин генерал-лейтенанта. В ноябре 1768 года стал полковником 3-го пехотного полка (оставался в этой должности до 1779 года).
В 1770—1797 годах — комендант острова Гернси.
В 1772—1782 годах — генерал-лейтенант артиллерии в Артиллерийском депо.
14 мая 1776 года возведён в пэрское достоинство Великобритании с титулом барона.
24 марта 1778 года получил чин полного генерала. В апреле назначен главнокомандующим Британской армией. В том же году, в разгар войны за независимость США, ему было предложено вновь возглавить британские войска в Северной Америке. Для замирения американских колоний, Амхерст предложил послать туда новые войска, численностью до 75 тысяч человек. Но правительство сочло его планы неприемлемыми, главнокомандующим стал генерал-лейтенант Клинтон. После поражения англичан при Саратоге, выступал за ограничение боевых действий в Северной Америке, удерживая плацдармы вдоль американского побережья, в Канаде, Флориде и Вест-Индии, и активизацию войны на море. 7 ноября король Георг III и королева Шарлотта Мекленбург-Стрелицкая посетили Амхерста, в его поместье Монреаль-Парк в Севеноксе. 24 апреля 1779 года назначен полковником 2-й роты Гвардейских конных гренадеров (оставался в этой должности до 1782 года). В том же году руководил оборонительными работами, на случай франко-испанского вторжения. В июне 1780 года подавил антикатолические беспорядки в Лондоне. В феврале 1782 года снят с должности главнокомандующего. 23 марта того же года назначен полковником 2-й роты Конной гвардии (оставался в этой должности до 1788 года).
В 1788—1797 годах — полковник 2-го полка Лейб-гвардии.
После вступления Великобритании в войну с революционной Францией, в 1793—1795 годах вновь был главнокомандующим Британской армии. 30 июля 1796 года получил чин фельдмаршала.
Скончался 3 августа 1797 года в своём поместье в Севеноксе.

### Личная жизнь
В 1753 году он женился на Джейн Даллесон. После её смерти, 26 марта 1767 года женился на Элизабет Керри. Оба брака были бездетными. Баронский титул унаследовал его племянник Уильям Амхерст.